# HCP 104A
104A – typ wagonów osobowych pierwszej i drugiej klasy PKP, obecnie wycofanych z użycia.
W 1962 roku prace projektowe wagonu osobowego typu 104A, zaprojektowanego do komunikacji międzynarodowej z prędkością 160 km/h. Prototyp został wykonany w 1964 roku w zakładach HCP, różne odmiany produkowano do 1969 roku, gdy zastąpiono model wagonem 111A oraz 112A.

## Dane techniczne
- Producent: HCP Poznań
- Masa służbowa: 23,804 t
- Prędkość: 160 km/h
- Organizacja wnętrza: przedziałowy - 1 klasa 4 przedziały po 6 miejsc, 2 klasa 5 przedziałów po 8 miejsc
- Liczba miejsc siedzących: 24\40
- Drzwi: skrzydłowo-łamane
- Drzwi czołowe: napęd ręczny
- Produkcja: 1964-1969
- Liczba egzemplarzy: 80 sztuk